# Bergsjötjärnen, Jämtland
Bergsjötjärnen är en sjö i Krokoms kommun i Jämtland och ingår i Indalsälvens huvudavrinningsområde. Sjön har en area på 0,0483 kvadratkilometer och ligger 484,5 meter över havet. Sjön avvattnas av vattendraget Sågbäcken.

## Delavrinningsområde
Bergsjötjärnen ingår i det delavrinningsområde (709874-141343) som SMHI kallar för Utloppet av Bergsjön. Medelhöjden är 499 meter över havet och ytan är 8,56 kvadratkilometer. Det finns inga avrinningsområden uppströms utan avrinningsområdet är högsta punkten. Sågbäcken som avvattnar avrinningsområdet har biflödesordning 4, vilket innebär att vattnet flödar genom totalt 4 vattendrag innan det når havet efter 301 kilometer. Avrinningsområdet består mestadels av skog (77 procent). Avrinningsområdet har 1,62 kvadratkilometer vattenytor vilket ger det en sjöprocent på 18,9 procent.